# NBC
Націона́льна телерадіомо́вна компа́нія, скор.«Ен-бі-сі» (англ. National Broadcasting Company, скор. NBC) — американська телевізійна мережа, яка нині є частиною медіакомпанії «NBCUniversal», підрозділу General Electric, яка 1 грудня 2009 року придбала 20 % акцій NBC Universal у компанії Vivendi. 3 грудня 2009 року компанія Comcast оголосила про купівлю 51 % акцій NBC Universal.
Штаб-квартира мережі розташована в будівлі Джи-І-Білдінг, яка є центральним об'єктом Рокфеллерівського центру в Нью-Йорку, з додатковими офісами недалеко від Лос-Анджелеса (Universal City Plaza) та Чикаго (NBC Tower). 

## Історія
Доля NBC завжди була тісно пов'язана з материнською компанією — Radio Corporation of America (RCA). На відміну від CBS, яка була сформована як самостійне підприємство програмування, NBC виникла як дочірнє підприємство виробника електроніки. Із самого початку NBC (та її материнська компанія RCA) інвестувала в розвиток телебачення.
RCA було утворено після Першої світової війни, коли General Electric підписали велику крос-ліцензійну угоду з Westinghouse, AT&T і United Fruit. Продукт цього союзу, RCA, перебувала у спільній власності чотирьох компаній і була створена з метою маркетингу радіоприймачів, вироблених G. E. і Westinghouse. Коли наприкінці 1920-х і початку 1930-х років альянс почав руйнуватися через внутрішню конкуренцію та антимонопольні зусилля держави, RCA виокремилась як незалежна компанія.
1926 року компанія RCA придбала радіостанцію WJZ AM 833 Ньюарк (Нью-Джерсі), яку створила в жовтні 1921 року компанія Westinghouse Electric. Станція стала флагманом мережі NBC Blue Network, запущеної 1 січня 1927 року. У липні 1926 року компанія RCA придбала радіостанцію WEAF 610 AM New York, яку 1922 року створила корпорація AT&T. Ця станція стала флагманом мережі NBC Red Network.
У листопаді 1926 року RCA сформувала NBC як стовідсоткову дочірню компанію. Незабаром після цього, RCA додала другу мережу, і обидві мережі — NBC-Red та NBC-Blue — почали «змагання».
З 1 січня 1927 року NBC офіційно розподілила свої програми по двох мережах. Червона мережа (NBC Red Network) із флагманською радіостанцією WEAF і потужнішими афілійованими компаніями демонструвала популярніші великобюджетні спонсорські програми. Синя мережа (NBC Blue Network) транслювала менш популярні програми. Це часто нові експериментальні передачі, що в разі успіху потім демонструвала Червона мережа.

5 квітня 1927 року NBC сягнула західного узбережжя США запустивши NBC Orange Network (Помаранчеву мережу). Мережа ретранслювала програми Червоної мережі для тихоокеанських штатів, із флагманською станцією KGO в Сан-Франциско. З 18 жовтня 1931 року на західному узбережжі програми Синьої мережі стала ретранслювати NBC Gold Network зі станцією KGO (Сан-Франциско) не чолі мережі. 1936 року Помаранчева і Золота мережі були закриті, ставши частинами Червоної і Синьої мереж.

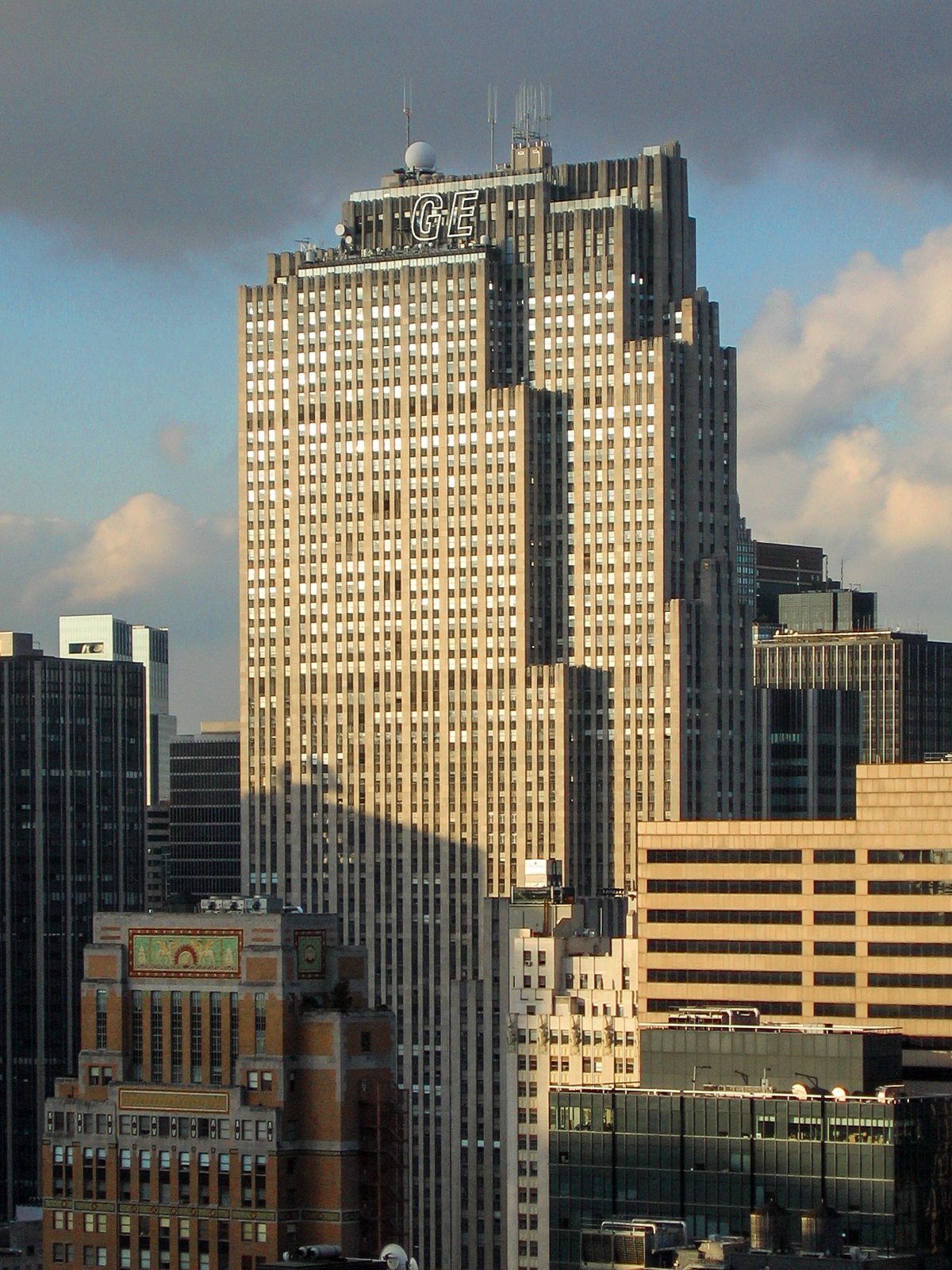
Джи-І-Білдінг

NBC почав експериментальне мовлення з Емпайр-Стейт-Білдінг вже у 1932 році. До 1935 року компанія щорічно витрачала мільйони доларів, вкладаючи їх до фонду телевізійних досліджень. Прибуток від радіомереж NBC в плановому порядку був направлений на телевізійні дослідження. 1939 року NBC стала першою мережею, яка запровадила регулярне телемовлення. Усе почалося з першої телетрансляції дня відкриття церемонії на Нью-Йоркській Всесвітній виставці 1939 року.
Наприкінці 1930-х років уряд США почав пильне спостереження за RCA, яка на той момент домінувала в індустрії мовлення. Федеральна комісія зі зв'язку США почала розслідування легітимності мереж. У результаті в 1941 році FCC закликала RCA відмовитися від однієї із мереж. 1943 року RCA продала NBC-Blue Едвардові Ноблю, і ця мережа зрештою перетворилася на ABC.
Після Другої світової війни RCA рухалася швидше, щоб консолідувати свій вплив в телевізійній індустрії. Поки CBS намагався завадити спробам RCA створити технологічні стандарти в цілях просування власної технології кольорового телебачення, RCA наполегливо розвивала телебачення у відповідності з існуючими технічними нормами NTSC, встановленими в 1941 році.
1 липня 1941 року була запущена перша телереклама. Це була реклама годинників від компанії Bulova, яка тривала 10 секунду ефірного часу і коштувала 9 дол.
У 1948 році на телебаченні вперше з'являється розділ, присвячений політиці. NBC відіграла важливу роль у висвітленні подій, пов'язаних із президентськими виборами у США.
The Camel Newscast Theatre (1948) була першою врегульованою рубрикою на NBC.
На початку 1950-х років прибуток NBC становив лише одну чверть корпоративних прибутків RCA. Протягом 1950-х і 1960-х років NBC опинився на 2-му місці в рейтингах після CBS. У телепрограмі NBC у прайм-тайм переважали два жанри: драми та комедії.
До середини 1960-х років NBC інвестувала кошти в 13 телевізійних станцій і одну мережу у 8 країнах. Пізніше NBC почала співпрацю з продакшн-компанією MCA-Universal, драматичний серіал якої став домінувати в телепрограмі у 1970-х роках.

До середини 1980-х років в NBC генерується 43 % усіх прибутків RCA — це непропорційно велика частка прибутку для окремого підрозділу конгломерату. General Electric придбав RCA — а з нею й NBC — у 1985 році за 6,3 млрд дол. До 1996 року NBC перетворилась на безперечного лідера мережевого телебачення з п'ятьма топ-рейтинговими шоу. 

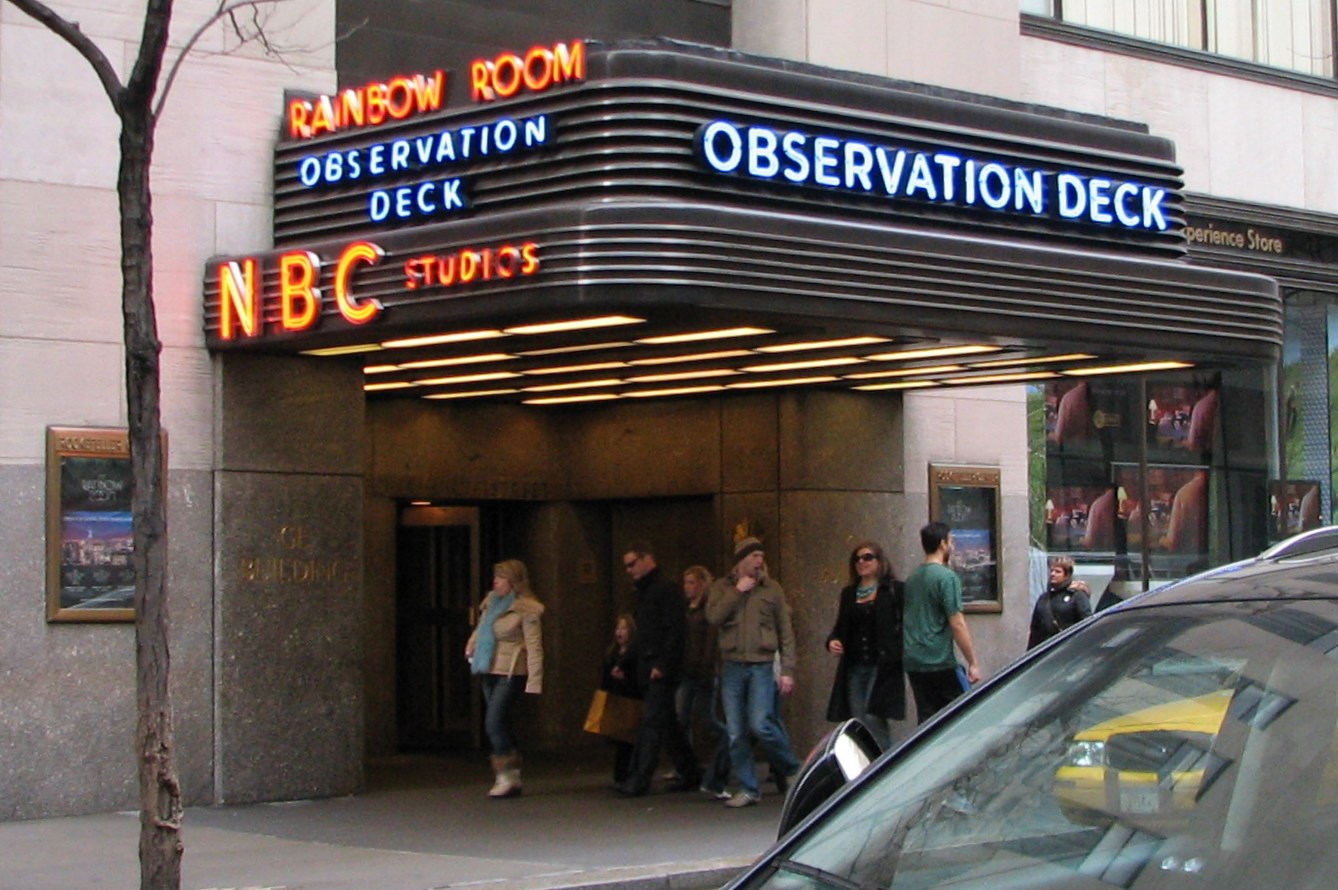
Вхід до Джи-І-Білдінг

NBC заснувала кабельний телеканал CNBC, на якому транслювалися переважно бізнес-новини.
Передачі телекомпанії можуть прийматися в більш ніж 110 мільйонах домогосподарств, майже у 99 % сімей, що мають телевізійні приймачі. Філії компанії розташовані в 200 містах США, ведуть мовлення 10 керованих NBC станцій.
Сьогодні ефір NBC триває 87 годин на тиждень, з яких 22 припадають на прайм-тайм. У нульових роках канал почав стрімко втрачати популярність, програючи по рейтингах своїм основним конкурентам — АВС, CBS і Fox. Аудиторію у нього відбирали не тільки безпосередні ефірні супротивники, а кабельне ТБ, домашнє відео і інтернет.
У минулому канал показував довгограючі денні серіали. «Лікарі» йшли майже два десятиліття, «Інший світ» — три з половиною, «Санта-Барбара» — дев'ять років, «Пристрасті» — вісім. Запам'яталися також такі проєкти, як «Покоління», «Техас» і «Сомерсет».

## Логотип
Історія перетворень логотипів NBC має найбільш бурхливу історію серед усіх логотипів американських телемереж. За більш ніж 60-річний термін логотип встиг кардинально змінитися 5—6 разів. Ще у 1950-х роках артдиректор NBC Джон Грем розробив перший логотип із павичем, у якого було 11 кольорових пір'їн, які символізували «колірне багатство кольорового телебачення».
У наступні роки телемережа експериментувала (був значок у вигляді ксилофона й молоточка; був анімований логотип у вигляді змії, яка перетворюється на букви NBC; був інноваційний логотип у вигляді букви «N» та інші).
У 1986 році під час святкування 60-річчя телемережі NBC показали новий логотип мережі. Ним став традиційний павич, у якого правда зменшилася кількість пір'я до шести і голову розгорнули направо. Кількість пір'їн символізувала кількість головних підрозділів телекомпанії: спорт, новини, розваги, телестанції, телемережа, виробництво. Сучасний логотип телемережі NBC — це вдосконалене графічне зображення павича із тими ж шістьма пір'їнами. Через це телемережа отримала прізвисько «Peacock network».

## Власник
На даний час власником телеканалу NBC є компанія NBC Universal, Inc., яка була заснована в травні 2004 року злиттям телекомпанії NBC — підрозділу General Electric, з Universal Studios і іншими активами Vivendi Universal Entertainment (VUE) французької групи Vivendi. General Electric (GE) належить 80 % акцій NBC Universal, рештою — 20 % — володіє Vivendi. 3 грудня 2009 року GE і американський оператор кабельного телебачення Comcast оголосили про угоду з продажу частки у NBCUniversal. Після завершення угоди і її схвалення регулюючими органами, Comcast буде володіти 51 % акцій компанії NBCUniversal, в той час як 49 % буде належати GE. Умовами угоди передбачено викуп GE міноритарної частки компанії Vivendi (20 %) в компанії.

## Програми

Логотип NBC (1986—2011)

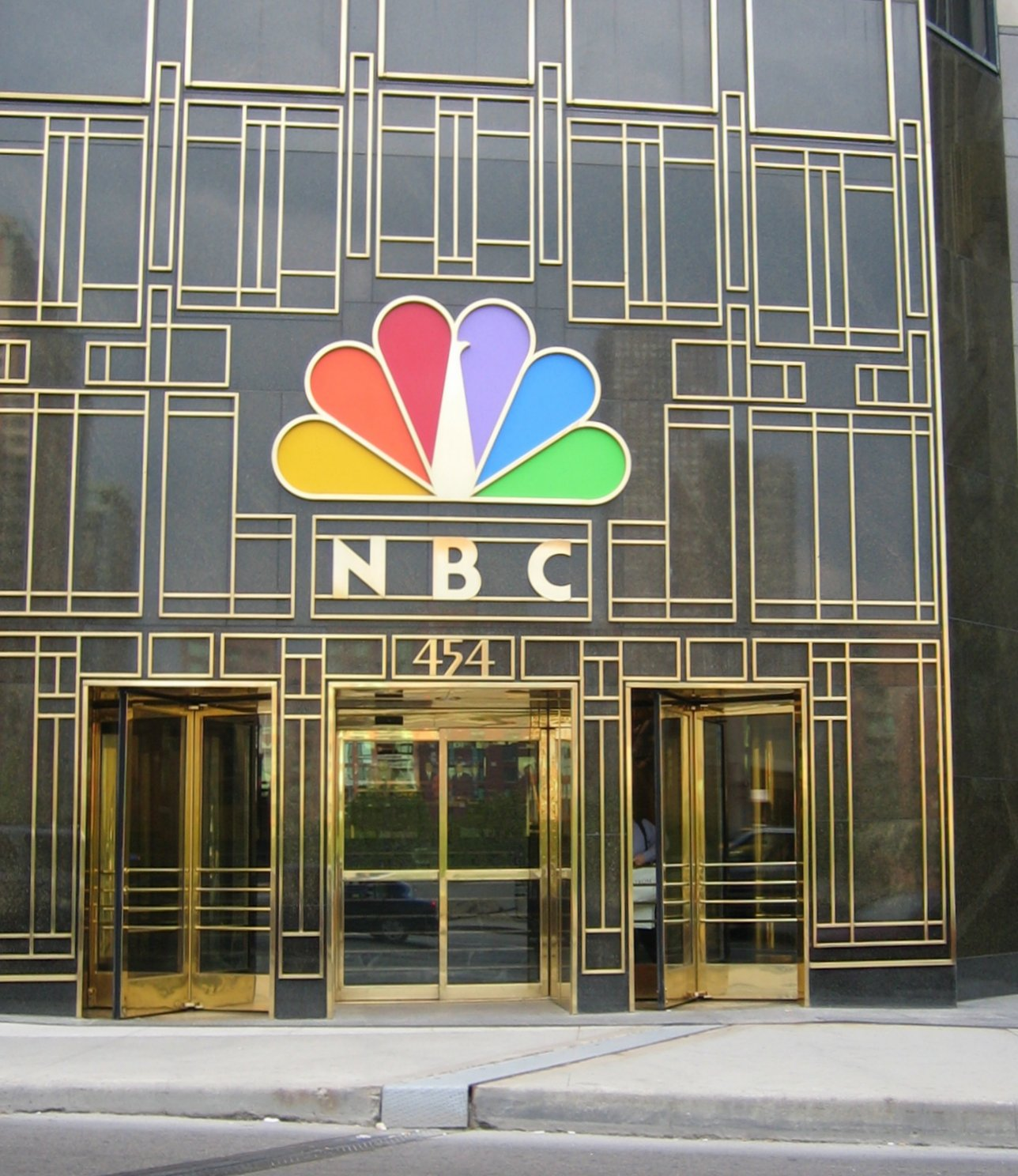
NBC Tower, Чикаго

Девід (Дейв) Галлоувей став першим ведучим шоу Today (1952), яке транслюється і досі. Програма Today («Сьогодні»), яка виходить по буднях з 7 до 11 ранку (залежно від часового поясу), в суботу виходить у двогодинному форматі, в неділю триває одну годину. По буднях виходить серіал «Дні нашого життя», випуски вечірніх новин (NBC Nightly News), політичне ток-шоу «Зустріч з пресою» по неділях. Уранці в будні виходить програма «Сьогодні рано вранці», уночі — The Tonight Show із Джиммі Феллоном, «Пізно ввечері із Сетом Майерсом», «Останній дзвінок із Карсоном Дейлі». По суботах виходить комедійне шоу Saturday Night Live. Крім того, вдень у вихідні виходять спортивні програми.

### Повний перелік діючих програм

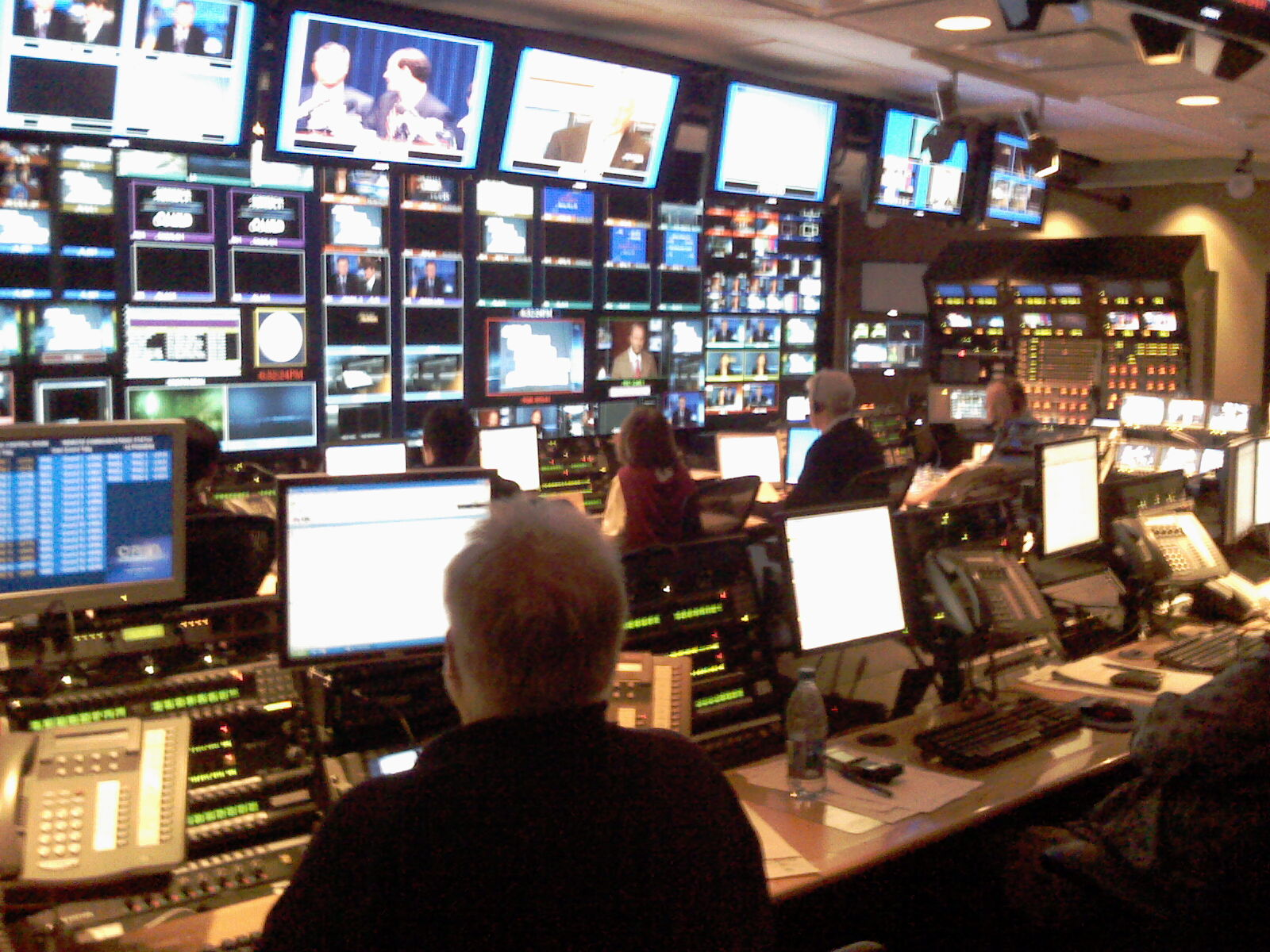
NBC Nightly News Broadcast

- Водолій
- Best Time Ever
- Чорний список
- Сліпа зона
- The Carmichael Show
- Пожежники Чикаго
- Chicago Med
- Chicago P.D.
- Ла Бреа
- Christmas in Rock Center
- Coat of Many Colors
- Dateline
- Days of our Lives
- Грімм
- Heroes Reborn
- How the Grinch Stole Christmas!
- The Illusionists
- Jay Leno's Garage
- Last Call: Carson Daly
- Last Comic Standing
- Late Night: Seth Meyers
- Law & Order: SVU
- Meet the Press
- Michael Bublé's Christmas in Hollywood
- The Mysteries of Laura
- Нічна зміна
- The Player
- Суботнього вечора в прямому ефірі
- Superstore
- Telenovela
- Telenovela en Español
- TODAY
- Tonight Show: Jimmy Fallon
- Truth Be Told
- Undateable
- The Voice
- The Wiz Live!

### Новини
Новини завжди були візитною карткою каналу. У числі основних новинних програм:
- «Сьогодні рано вранці»
- «Зустріч з пресою»
- «Вечірні новини»
- «Сьогоднішнє шоу» (The Today Show)

З'явилися і кабельні новинні телеканали від NBC: канал ділових новин CNBC, а також MSNBC — канал новин загальної тематики, з акцентом на політику. Також був придбаний «Канал прогнозу погоди» (Weather Channel). NBC Nightly News має найвищі рейтинги серед випусків новин в США з 1997 року.

## Проєкти

### NBC Apps
Існують офіційні додатки NBC для Android, IOS, Apple TV App, XBOX One App та NBC Channel on Roku. Кожен, хто володіє планшетом або телефоном може переглянути улюблені шоу та серіали. 

### NBC Store
Офіційний інтернет-магазин, у якому кожен має можливість придбати товари, так чи інакше пов'язані з героями телевізійних шоу, телеведучими або серіалами на NBC.

### NBC Kids
Дитячі мультфільми, які транслюються щосуботи на NBC.
- 10:00 — RUFF RUFF, TWEET AND DAVE
- 10:30 — ASTROBLAST
- 11:00 — CLANGERS
- 11:30 — EARTH TO LUNA
- 12:00 — LAZYTOWN
- 12:30 — TREE FU TOM

### NBC Awards Screening Room
Віртуальна інтернет-платформа, яка імітує кінотеатр для перегляду улюблених програм та серіалів, які виходять на NBC та Universal Television. Також подається перелік нагород, які отримав та чи інша телевізійна програма або серіал. 

## Скандал з Брайаном Вільямсом
У лютому 2015 року один із відомих телеведучих каналу Брайан Вільямс зізнався прямо в ефірі, що історію про те, як у 2003 році його вертоліт був збитий ракетою в Іраку, він вигадав. Крім того, за словами представника державної медичної організації в Новому Орлеані, Вільямс збрехав про те, що заразився на шигельоз під час репортажу з цього міста після урагану Катріна. За це телеведучий був відсторонений від роботи на телеканалі NBC на півроку.